# Waltersdorf
Waltersdorf település Németországban, azon belül Türingiában. Lakosainak száma 148 fő (2023. december 31.).

## Népesség
A település népességének változása:
| Lakosok száma | 163  | 164  | 152  | 145  | 148  |
|               | 2017 | 2019 | 2021 | 2022 | 2023 |